# 허우룽진

허우룽 진의 위치

허우룽진(한국어: 후룡진, 중국어: 後龍鎮, 병음: Hòulóng Zhèn)은 중화민국 먀오리 현의 진이다. 넓이는 75.8079km2이고, 인구는 2015년 8월 기준으로 38,001명이다.

## 지리
먀오리 현 서부에 위치하고 서쪽으로 타이완 해협에 면하며 북쪽으로 중강 계(中港溪)를 사이에 두고 주난 진, 동쪽으로 짜오차오 향, 남쪽으로 먀오리 시, 시후 향 및 퉁샤오 진과 접한다.

## 교통

### 철도
- 타이완 철로관리국
  - 해안선
  - 타이중 선
  - 타이완 고속철도 먀오리역 (2015년 12월 1일 개업)

### 도로
- 국도 3호선